# Julie Nováková
Julie Nováková (ur. 15 maja 1991 w Pradze) – czeska pisarka oraz tłumaczka fantastyki i kryminałów. Absolwentka Uniwersytetu Karola w Pradze. Z wykształcenia biolożka ewolucyjna.
Jest autorką powieści i kilkudziesięciu opowiadań opublikowanych w czasopismach (w czeskich Ikarie, XB-1, Pevnost oraz anglojęzycznych, m.in. Asimov’s Science Fiction, Analog Science Fiction and Fact czy Clarkesworld). Od 2013 tłumaczy z angielskiego powieści innych autorów oraz regularnie pisze i publikuje własne dzieła w tym języku.

## Twórczość
Jej pierwsza opublikowana powieść to połączenie kryminału i fantastyki naukowej Zločin na Poseidon City (pol. Zbrodnia w Poseidon City) wydana przez praskie wydawnictwo Triton w 2009. Następnie w 2011 wydała kryminał Nikdy nevěř ničemu (pol. Nigdy nie wierz niczemu) oraz sci-fi Tichá planeta (pol. Cicha planeta). W tym samym roku, wraz z czterema innymi autorkami - Karoliną Francovą, Sančą Fülle, Vilmą Kadlečkovą i Lucie Lukačovičovą, napisała powieść Tajná kniha Šerosvitu.
W 2014 dołączyła do autorów serii Agent JFK wymyślonej przez Jiřego W. Procházkę oraz Miroslava Žambocha i napisała 34. tom serii pt. Bez naděje (czes. Bez nadziei).
Rok później wydała trylogię Blíženci (pol. Bliźnięta) na którą składa się Prstenec prozření (pol. Pierścień objawienia), Elysium (pol. Elizjum) oraz Hvězdoměnci. W tym samym roku wydała antologię Terra nullius (z łac. Ziemia niczyja).
W 2016 wydała kolejną antologię, tym razem w języku angielskim, Dreams from Beyond. Anthology of Czech Speculative Fiction.
Jej zbiór opowiadań Světy za obzorem (pol. Światy poza horyzontem) ukazał się w 2018.

## Nagrody
Julie Nováková była nominowana do Nagrody Karela Čapka, nagrody Ikaros i nagrody Vidoucího. W konkursie do nagrody Ikaros zajęła 3. miejsce. Wygrała konkurs na najlepszą powieść detektywistyczną, organizowany przez Ministerstwo Spraw Wewnętrznych Republiki Czeskiej za co otrzymała koronę laurową. W 2013 otrzymała nagrodę fandomu Encouragement Award. W 2015 zdobyła dwie nagrody Aeronautilus (za najlepsze opowiadanie i powieść roku).

## Twórczość
Nie uwzględniono krótkich opowiadań i przekładów.

### Powieści
- Zločin na Poseidon City (Praga, Triton, Praga, 2009)
- Nikdy nevěř ničemu (Brno, MOBA, 2011)
- Tichá planeta (Praga, Epocha, 2011)
- Bez naděje (w ramach serii Agent JFK, tom 34., Praga, Triton, 2014)
- Prstenec prozření (Bliźnięta, tom 1., Praga, Brokilon, 2015)
- Elysium (Bliźnięta, tom 2., Praga, Brokilon, 2015)
- Hvězdoměnci (Bliźnięta, tom 3., Praga, Brokilon, 2015)

### Antologie
- Terra nullius (Praga, Brokilon, 2015)
- Dreams from Beyond. Anthology of Czech Speculative Fiction (Self-publishing, 2016)

### Zbiory opowiadań
- Světy za obzorem (Praga, Brokilon, 2018)